# 張勲内閣
張勲内閣（ちょうくんないかく）は、1917年7月1日（宣統9年5月13日）、張勲将軍によって清王朝が再建されたのち形成された内閣。 1911年に退位した宣統帝溥儀が再び清の皇帝になった。 内閣は13日間存続したのち、中華民国軍が溥儀を退位させた。 溥儀はその日、張の辞任を受け入れたため、張勲内閣は解散した。

## 内閣
以下は、内閣の閣僚メンバーである。
- 内閣総理大臣・直隷総督・北洋大臣：張勲
- 外務部尚書：梁敦彦
- 民政部尚書：朱家宝
- 度支部尚書：張鎮芳
- 学務部尚書：唐景崇
- 陸軍部尚書：雷震春
- 参謀部尚書・陸軍総長：王士珍
- 海軍部尚書：薩鎮氷
- 法部尚書：労乃宣
- 郵伝部尚書：詹天佑
- 理藩院尚書：グンサンノルブ（貢桑諾爾布）
- 農工商部尚書：李盛鐸
- 学部尚書：沈曽植

## その他
- 弼徳院正院長：徐世昌
- 弼徳院副院長：康有為
- 大学士：瞿鴻禨
- 両江総督・南洋大臣：馮国璋
- 顧問大臣：趙爾巽
- 警察総監：呉炳湘
- 歩軍統領：江朝宗
- 第十二師長：陳光遠
- 第十三師長：李進才
- 両広総督：陸栄廷